# Padrões de Teleconexão
O termo Padrão de teleconexão, ou simplesmente teleconexão, refere-se a um padrão recorrente e persistente de anomalias de uma determinada variável, por exemplo:
- pressão atmosférica, cobrindo vastas áreas.

Embora esses padrões possam persistir por várias semanas ou meses, algumas vezes eles podem se tornar dominantes por vários anos consecutivos e podem cobrir bacias oceânicas e continentes.
São muito importantes as seguintes teleconexões:
- Oscilação Quase-Bienal
- El Niño Oscilação Sul - ENOS
- Oscilação do Atlântico Norte (NAO)
- Padrão Pacífico/América do Norte (PNA)
- Oscilação de Madden-Julian
- Oscilação Decenal do Pacífico (ODP)